# Nekrolog 1692
Nekrolog
◄◄
| ◄
| 1688
| 1689
| 1690
| 1691
| 1692 | 1693 | 1694 | 1695 | 1696 | ► | ►►
Weitere Ereignisse | Allgemeiner Nekrolog 1692
Die Beschreibung der verstorbenen Person sollte so kurz wie möglich gehalten sein und nur deren signifikante Tätigkeit(en) enthalten.
Neue Namen ggf. auch unter dem Geburts- und Sterbedatum, also etwa unter 1. Januar und im Geburts- und Sterbejahr (2024) eintragen (nur bei entsprechender großer Wichtigkeit). Für Beispiele siehe die schon vorhandenen Artikel.
Außerdem über die fünf zuletzt Verstorbenen, zu denen es einen ausreichend guten Artikel für eine Präsentation auf der Hauptseite gibt, nach der todesbedingten Überarbeitung der Artikel ggf. auch unter Wikipedia Diskussion:Hauptseite informieren und sie am besten auch in den anderen Wikipedia-Sprachversionen eintragen. Tipp: Regelmäßig bei news.google.de nach „ist tot“, „gestorben“ oder „verstorben“ suchen.
Wenn eine Person gestorben ist, gibt es viele Seiten zu dieser Person in der Wikipedia, die davon auch betroffen sind und entsprechend aktualisiert werden müssen. Beispiele: Namenübersichtsseite, Geburtsjahr, Geburtsort-Seiten und viele mehr.
Wie finde ich die betroffenen Seiten?
Im Suchfeld auf der linken Seite gibt man den Suchbegriff so ein: „Vorname Nachname“. Dann klickt man auf Volltext und alle Seiten mit entsprechendem Suchtext werden aufgerufen. Hier sieht man dann schnell, wo auch das Todesjahr Sinn macht oder sogar ein Teil des Artikels angepasst werden muss. Auch hilft das „Werkzeug“ auf der linken Seite sehr gut, um solche Seiten aufzufinden: „Links auf diese Seite“. Somit ist die Wikipedia wieder aktuell in allen Bereichen! Hinweis: bei Eintragung der Kategorie „Gestorben JAHR“ wird der Missbrauchsfilter 49 ausgelöst, was jedoch nicht schlimm ist. Siehe: Spezial:Missbrauchsfilter/49
Dies ist eine Liste von im Jahr 1692 verstorbenen bekannten Persönlichkeiten. Die Einträge erfolgen innerhalb der einzelnen Daten alphabetisch sortiert. Tiere sind im Nekrolog für Tiere zu finden.

## Januar
| Tag        | Name                        | Beruf, bekannt als                                                  | Alter | Beleg |
| ---------- | --------------------------- | ------------------------------------------------------------------- | ----- | ----- |
| 02. Januar | Heinrich Bacmeister         | deutscher Rechtswissenschaftler, Oberjustizrat und Kammerprokurator | 73    |       |
| 04. Januar | Jean Crasset                | französischer Ordensgeistlicher, Theologe                           | 74    |       |
| 10. Januar | Robert Boyle                | irischer Physiker und Chemiker                                      | 64    |       |
| 15. Januar | Elias van Lennep            | niederländischer Kupferstecher, Mathematiker und Ingenieur          |       |       |
| 19. Januar | Jan Commelin                | niederländischer Botaniker                                          | 62    |       |
| 21. Januar | Michael Walther der Jüngere | deutscher Mathematiker und lutherischer Theologe                    | 53    |       |

## Februar
| Tag         | Name                | Beruf, bekannt als                                                            | Alter | Beleg |
| ----------- | ------------------- | ----------------------------------------------------------------------------- | ----- | ----- |
| 07. Februar | Martin Limburger    | deutscher Schriftsteller und Pfarrer                                          | 55    |       |
| 08. Februar | Mathias Tanner      | böhmischer katholischer Geistlicher, Jesuit und Theologe                      | 61    |       |
| 12. Februar | Hendrik Hamel       | niederländischer Seefahrer                                                    |       |       |
| 13. Februar | Agneta Deutz        | niederländische Stifterin eines Hofjes                                        | 59    |       |
| 18. Februar | Wang Fuzhi          | chinesischer Philosoph, Historiker und politischer Analyst                    | 72    |       |
| 23. Februar | Bartholomeus Eggers | niederländischer Bildhauer                                                    |       |       |
| 24. Februar | Antimo Liberati     | italienischer Musiktheoretiker, Sänger, Organist, Kapellmeister und Komponist | 74    |       |
| 28. Februar | Ulrich de Mont      | Bischof von Chur                                                              | 68    |       |

## März
| Tag      | Name                                              | Beruf, bekannt als                                                 | Alter | Beleg |
| -------- | ------------------------------------------------- | ------------------------------------------------------------------ | ----- | ----- |
| 01. März | La Grange                                         | französischer Schauspieler                                         |       |       |
| 03. März | Eleonore Katharine von Pfalz-Zweibrücken-Kleeburg | Landgräfin von Hessen-Eschwege                                     | 65    |       |
| 09. März | Dominikus Dietrich                                | Ammeister von Straßburg                                            | 72    |       |
| 13. März | Augustin Reding                                   | Schweizer Theologe und Abt                                         | 66    |       |
| 15. März | Bernhard Below                                    | deutsch-schwedischer Mediziner und königlich schwedischer Leibarzt |       |       |
| 20. März | George Douglas, 1. Earl of Dunbarton              | schottischer Adliger und Militär                                   |       |       |

## April
| Tag       | Name                               | Beruf, bekannt als                                                  | Alter | Beleg |
| --------- | ---------------------------------- | ------------------------------------------------------------------- | ----- | ----- |
| 03. April | Johann Adam Kurrer                 | Rechtswissenschaftler, Advokat und Universitätssekretär in Tübingen | 50    |       |
| 09. April | Kraft Adolf Otto von Cronberg      | hessisch-böhmischer Reichsgraf                                      | 63    |       |
| 10. April | Burckhard Bardili                  | deutscher Jurist, Hochschullehrer                                   | 62    |       |
| 19. April | Hans von Gersdorff                 | oberlausitzischer Adeliger und Gelehrter                            | 61    |       |
| 22. April | Tomás Antonio de la Cerda y Aragón | Vizekönig von Neuspanien                                            | 53    |       |
| 23. April | Johannes Zollikofer                | Schweizer Pfarrer                                                   | 58    |       |
| April     | Abraham César Lamoureux            | französischstämmiger Bildhauer und Steinmetz in Kopenhagen          |       |       |

## Mai
| Tag     | Name                                   | Beruf, bekannt als                                                 | Alter | Beleg |
| ------- | -------------------------------------- | ------------------------------------------------------------------ | ----- | ----- |
| 04. Mai | Charles III. de Lorraine, duc d’Elbeuf | französischer Lieutenant-général und Pair                          |       |       |
| 09. Mai | Albrecht von Sachsen-Weißenfels        | Prinz von Sachsen-Weißenfels                                       | 33    |       |
| 14. Mai | Ludovica Cristina von Savoyen          | Prinzessin aus dem Haus Savoyen                                    | 62    |       |
| 19. Mai | Elias Ashmole                          | englischer Wissenschaftler, Rechtsanwalt, Alchemist und Historiker | 74    |       |
| 22. Mai | Hartwig von Stiten                     | Lübecker Ratsherr                                                  |       |       |
| Mai     | John Banister                          | englischer Botaniker und Entomologe                                |       |       |

## Juni
| Tag      | Name                       | Beruf, bekannt als                            | Alter | Beleg |
| -------- | -------------------------- | --------------------------------------------- | ----- | ----- |
| 08. Juni | Franz Anton von Losenstein | österreichischer Dompropst und Titularbischof |       |       |
| 10. Juni | Bridget Bishop             | britisch-amerikanische Frau                   |       |       |
| 16. Juni | Maria van Cijs             | niederländische Ordensfrau                    |       |       |
| 21. Juni | Christian Ludwig I.        | mecklenburgischer Herrscher                   | 68    |       |

## Juli
| Tag      | Name                  | Beruf, bekannt als                                        | Alter | Beleg |
| -------- | --------------------- | --------------------------------------------------------- | ----- | ----- |
| 19. Juli | Rebecca Nurse         | Opfer der Hexenprozesse von Salem 1692                    | 71    |       |
| 20. Juli | Heinrich Bach         | deutscher Organist und Komponist                          | 76    |       |
| 23. Juli | Gilles Ménage         | französischer Autor und Sprachwissenschaftler             | 78    |       |
| 24. Juli | Michael Mathias Smids | niederländischer Baumeister in brandenburgischen Diensten | 66    |       |
| 30. Juli | Christoph Siricius    | deutscher Jurist und Ratssekretär der Hansestadt Lübeck   | 60    |       |

## August
| Tag        | Name                       | Beruf, bekannt als                                                                                          | Alter | Beleg |
| ---------- | -------------------------- | --- | ----- | ----- |
| 05. August | Anton Nuck                 | niederländischer Mediziner                                                                                  |       |       |
| 13. August | Hans Heinrich Kuffer       | sächsischer Oberst und Kommandant der Festung Wittenberg                                                    |       |       |
| 14. August | Nicolas Chorier            | französischer Jurist und Schriftsteller                                                                     | 79    |       |
| 16. August | Heinrich de Briquemault    | Herr von St. Loup, Kurbrandenburger Generalleutnant der Kavallerie und Infanterie, Gouverneur von Lippstadt |       |       |
| 19. August | Pierre Le Bret de Flacourt | französischer Marineoffizier                                                                                |       |       |
| 19. August | Maria Catharina Stockfleth | deutsche Dichterin der Barockzeit                                                                           |       |       |
| 19. August | Maria Theresia von Sulz    | Äbtissin des Damenstifts Buchau                                                                             | 57    |       |
| 22. August | Johannes Lassenius         | deutscher lutherischer Theologe und Erbauungsschriftsteller                                                 | 56    |       |
| 30. August | Johann Frisch              | deutscher Pastor                                                                                            | 56    |       |

## September
| Tag           | Name                          | Beruf, bekannt als                                                                        | Alter | Beleg |
| ------------- | ----------------------------- | ----------------------------------------------------------------------------------------- | ----- | ----- |
| 03. September | David Ancillon der Ältere     | französischer, später preußischer reformierter Theologe                                   | 75    |       |
| 07. September | Matěj Václav Šteyer           | tschechischer Jesuitenpater, Prediger, Pädagoge, Übersetzer und religiöser Schriftsteller | 62    |       |
| 11. September | Lorenz Hetzer                 | deutscher Prämonstratenserabt                                                             |       |       |
| 12. September | Franz Maximilian von Mansfeld | Obersthofmeister der Kaiserin, Träger des Goldenen Vlies                                  | 52    |       |
| 19. September | Giles Corey                   | US-amerikanischer Bauer, der den Hexenprozessen von Salem zum Opfer fiel                  |       |       |
| 22. September | Francis Van Bossuit           | flämischer Bildhauer                                                                      |       |       |
| 22. September | Martha Corey                  | US-amerikanische Frau, als Hexe hingerichtet                                              |       |       |
| 22. September | Mary Eastey                   | Angeklagte in den Salemer Hexenprozessen in der Kolonialzeit in Massachusetts             | 58    |       |
| 26. September | Johann Fiechtner              | deutscher Bildhauer                                                                       |       |       |
| 30. September | Gottfried von Perband         | königlich kurbrandenburger Kammerherr, Oberst der Dragoner und Hauptmann von Angerburg    | 52    |       |
| September     | Cornelis Bloemaert II         | niederländischer Maler und Kupferstecher                                                  |       |       |

## Oktober
| Tag         | Name                        | Beruf, bekannt als                                                            | Alter | Beleg |
| ----------- | --------------------------- | ----------------------------------------------------------------------------- | ----- | ----- |
| 04. Oktober | Charles Fleetwood           | englischer Politiker und Soldat                                               |       |       |
| 04. Oktober | Nicolaus Brick              | deutscher Rechtswissenschaftler und Hochschullehrer                           | 62    |       |
| 12. Oktober | Giovanni Battista Vitali    | italienischer Violonist, Sänger und Komponist des Barock                      | 60    |       |
| 13. Oktober | Elisabeth von Baden-Durlach | deutsche Spruchdichterin                                                      | 72    |       |
| 16. Oktober | Christian Albrecht          | Markgraf von Brandenburg-Ansbach                                              | 17    |       |
| 19. Oktober | Aegidius Ranbeck            | deutscher Benediktiner, Kirchenrechtler und Theologe                          | 84    |       |
| 23. Oktober | Alexander von Spaen         | kurbrandenburgischer Generalfeldmarschall                                     | 73    |       |
| 29. Oktober | Melchisédech Thévenot       | französischer Naturforscher und Schriftsteller sowie Erfinder der Wasserwaage |       |       |

## November
| Tag          | Name                               | Beruf, bekannt als                                             | Alter | Beleg |
| ------------ | ---------------------------------- | -------------------------------------------------------------- | ----- | ----- |
| 02. November | Charles-François Davy d’Amfreville | französischer Aristokrat und Marineoffizier                    |       |       |
| 06. November | Martin Lipenius                    | deutscher Philologe, Pädagoge, Bibliograph                     | 61    |       |
| 10. November | Gédéon Tallemant des Réaux         | französischer Schriftsteller                                   | 73    |       |
| 11. November | Pietro Gioffredo                   | savoyischer Historiker                                         | 63    |       |
| 12. November | Georg Bauer                        | deutscher Propst                                               |       |       |
| 13. November | Joseph de la Vega                  | jüdischer Autor und Geschäftsmann                              |       |       |
| 14. November | Christoph Bernhard                 | deutscher Komponist, Kapellmeister und Musiktheoretiker        | 64    |       |
| 18. November | Robert Holmes                      | englischer Admiral                                             |       |       |
| 19. November | Georg Friedrich                    | deutscher Reichsfeldmarschall und holländischer Generalkapitän | 72    |       |
| 19. November | Thomas Shadwell                    | britischer Dramatiker                                          |       |       |

## Dezember
| Tag          | Name                            | Beruf, bekannt als                                                               | Alter | Beleg |
| ------------ | ------------------------------- | -------------------------------------------------------------------------------- | ----- | ----- |
| 10. Dezember | Hans Heinrich von Schlabrendorf | brandenburgischer Generalmajor der Infanterie und Gouverneur der Festung Kolberg | 46    |       |
| 10. Dezember | Johann Michael Strauß           | deutscher lutherischer Theologe                                                  | 64    |       |
| 12. Dezember | Veríssimo de Lencastre          | portugiesischer Geistlicher und Kardinal                                         | 77    |       |
| 13. Dezember | Johann Heinrich Stamler         | ostfriesischer Kanzler                                                           | 60    |       |
| 15. Dezember | Georg Adam Struve               | deutscher Jurist                                                                 | 73    |       |
| 16. Dezember | Antonio Carneo                  | italienischer Barockmaler                                                        | 55    |       |
| 16. Dezember | Heinrich Rixner                 | deutscher evangelischer Theologe                                                 | 58    |       |
| 18. Dezember | Veit Ludwig von Seckendorff     | Gelehrter und Staatsmann                                                         | 65    |       |
| 24. Dezember | Maria Antonia von Österreich    | Kurfürstin von Bayern                                                            | 23    |       |
| 26. Dezember | Michael Freude                  | deutscher Pädagoge und Bibliothekar                                              |       |       |
| Dezember     | Giovanni Buonaventura Viviani   | italienischer Komponist und Violinist                                            | 54    |       |

## Datum unbekannt
| Pietro Aquila               | italienischer Maler                                                    |  |
| Alī Efendi                  | 61. Scheich-ul Islam des Osmanischen Reiches                           |  |
| Michelangelo Falvetti       | italienischer Komponist und Kapellmeister                              |  |
| Augustin Grieninger         | deutscher Augustinerchorherr, Komponist und Dichter                    |  |
| Edmund Ludlow               | englischer Politiker und General                                       |  |
| Scholastica von Manteuffel  | Adelige, Benediktinerin, Äbtissin der Klöster Rupertsberg und Eibingen |  |
| Eberhard Taube von Odenkat  | schwedischer Adelsmann, Oberst und Landrat in Estland                  |  |
| Jobst Moritz von Offen      | kurbraunschweigischer Generalleutnant                                  |  |
| John Reading                | englischer Komponist und Organist                                      |  |
| Christoph Richter           | Arzt und Chemiker                                                      |  |
| César Vichard de Saint-Réal | französischer Schriftsteller und Historiker                            |  |
| Peter Sohren                | deutscher Kirchenmusiker                                               |  |
| Balʿarab ibn Sultan         | Imam von Oman                                                          |  |
| Emanuel de Witte            | niederländischer Maler                                                 |  |